# Авит
Авит (лат. Marcus Maecilius Flavius Eparchius Avitus) е римски император на Западната римска империя, управлявал от 10 юли 455 до 17 октомври 456 г.
По произход е гало-римски благородник от Арверн (или Оверн), Галия. Командва гало-римските легиони по времето на Аеций и участва в успешни кампании срещу вестготите. Заемал е длъжностите на преториански префект и magister militum на Галия.
След убийството на Петроний Максим и превземането на Рим от вандалите, авторитетът на Авит в родната му провинция бил достатъчно голям за да бъде издигнат като император на трона на Западната Римска империя. Кандидатурата му била подкрепена и от Теодорих, краля на вестготите, който му предоставил военна помощ. Авит бил издигнат за римски император през юли 455 г. в Арелат и три месеца по-късно влиза в Рим начело на войските.
При възкачването си Авит заварил изпразнена хазна, в Рим населението било силно пострадало от вандалското разграбване и от върлуващия глад. Авит позволил на своите поддръжници – вестготите – да разширят властта си в Испания и поверил ключовите държавни постове на гало-римски аристократи, с което предизвикал негодуванието и опозицията на италийските сенатори. Той не срещнал одобрение и от страна на източния римски император. През март 456 г. вандалите отново дебаркират в Италия и ограбват Капуа. Те нападат също така островите Сицилия и Корсика, но там са отблъснати.
В Рим и Италия новият император бил крайно непопулярен, а когато свалил бронза от обществените сгради в столицата за да плати на готските наемници, в града настанали масови вълнения. Германският военачалник на римска служба Рицимер се възползвал от недоволството срещу императора и насочил армията си срещу него. Скоро Рицимер бил подкрепен от военачалника Майориан, а Сената обявил Авит за свален от трона. През октомври 456 г. Авит е победен близо до Плаценция и бива принуден да се откаже от императорската власт.
След детронирането му, бившият император приема епископски сан, но на следващата година умира, може би отровен по заповед на Рицимер, или екзекутиран, вероятно за да бъде предотвратен опита за бягството му в Галия. Според други източници е бил удушен или уморен от глад по нареждане на следващия император Майориан, който го заподозрял в заговор.